# 麗莎·希頓
麗莎·希頓（英語：Lisa Haydon，全名為：伊麗莎白·瑪麗·希頓，1986年6月17日—）是印度女演員及模特兒。她最知名的電影作品是2014年的《女皇》（Queen），希頓的演出備受讚賞。她亦是一名受過訓練的婆羅多舞舞者。
希頓的父親是印度人，母親則是澳洲及斯里蘭卡混血兒。她曾在澳洲及美國居住但在2007年搬回印度擔任模特兒。

## 外部連結
- 麗莎·希頓在互联网电影资料库（IMDb）上的資料（英文）